# Calvini
Calvini – wieś w Rumunii, w okręgu Buzău, w gminie Calvini. W 2011 roku liczyła 850 mieszkańców.